# Махо (Грузія)
Махо (груз. მახო) — село в муніципалітеті Хелвачаурі, автономна республіка Аджарія, Грузія.

## Географія
Село Махо розташоване в Кахаберській низовині на річці Махосцкалі, на висоті 84 м над рівнем моря, за 2 км на південь від центру муніципалітету містечка Хелвачаурі, та за 12 км на південний схід від Батумі, на лівому березі річки Чорох, поблизу кордону з Туреччиною. 

## Історія
Перші згадки про поселення в цьому місці відносяться ще до кам'яної доби. 
Неподалік села, за 9 км на захід, знаходиться Ґоніо-Апсароська фортеця, яка була центром римських легіонів у Колхіді. Імовірно, у Махо також розташовувалося римське поселення. На території села було виявлено глиняний посуд цього періоду.

## Пам'ятки
У селі Махо, на річці Махосцкалі, розташований стародавній кам'яний міст Махо побудований у XI-XII століттях. Міст складається з однієї кам'яної арки довжиною 15,8 м та шириною 2 м. Максимальна висота склепіння над водою 3,6 м. Міст є пам'яткою архітектури Грузії.
Поблизу села знаходяться залишки середньовічної фортеці.

## Населення
Станом на 1 січня 2014 року чисельність населення Махо  склало 2 479 мешканців.
| 2002    | 2014    |
| ------- | ------- |
| ↘ 2 587 | ↘ 2 479 |

## Інфраструктура
У селі є середня школа, будинок культури, є також медичні установи.